# 정홍 (전한)
정홍(鄭弘, ? ~ 기원전 37년)은 전한 후기의 관료로, 자는 치경(稺卿)이며 태산군 강현(康縣) 사람이다.

## 생애
형 정창과 함께 학문을 즐겨, 경서와 법률에 통달하였다. 정창은 태원태수·탁군태수를 역임하였고, 정홍은 남양태수가 되어 각자 훌륭한 치적을 쌓아 후세에 전해지게 되었다. 다만 정창은 형벌을 자주 이용하여, 일을 공평하게 처리한 정홍만은 못하였다.
이후 정홍은 회양상이 되었고, 고제(高第)로 우부풍으로 발탁되었다.
영광 2년(기원전 42년), 승상으로 승진한 위현성의 뒤를 이어 어사대부에 임명되었다.
경방이 관리를 평정하는 새로운 법률을 제안하였을 때 정홍은 처음에 반대하였으나, 찬성으로 입장을 돌렸다. 또 경방은 이후 중서령(中書令) 석현과 승상 위현성을 내쫓도록 진언하고, 위현성의 후임으로 정홍을 추천하였다. 그러나 경방이 실각하여 죄를 받게 되었을 때 경방이 예전에 상주한 걸 정홍에게 이야기한 것이 문제가 되어, 파면되어 서인이 되었고 스스로 목숨을 끊었다.

## 출전
- 반고, 《한서》
  - 권19하 백관공경표 下
  - 권66 공손유전왕양채진정전
  - 권75 수양하후경익이전